# Campeonato Europeu de Curling

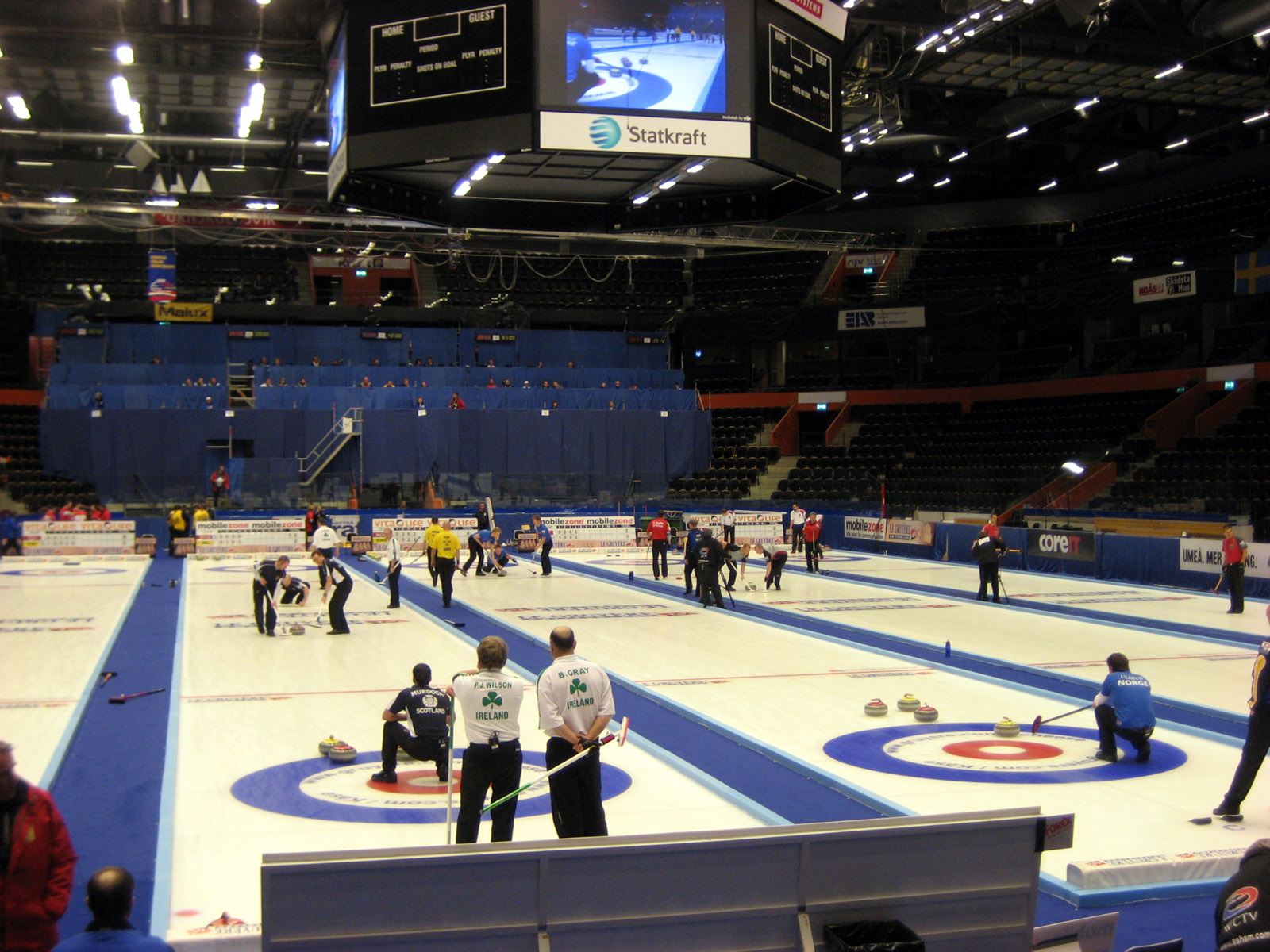
Campeonato Europeu de Curling de 2008 em Örnsköldsvik, Suécia

O Campeonato Europeu de Curling é um evento anual organizado pela Federação Europeia de Curling desde 1975. Geralmente disputado em dezembro, serve de seletiva para o Campeonato Mundial, classificando oito equipes.

## Campeões
| Edição                      | Masculino | Feminino  |
| --------------------------- | --------- | --------- |
| Megève 1975                 | Noruega   | Escócia   |
| Berlim Ocidental 1976       | Suíça     | Suécia    |
| Oslo 1977                   | Suécia    | Suécia    |
| Aviemore 1978               | Suíça     | Suécia    |
| Varese 1979                 | Escócia   | Suíça     |
| Copenhague 1980             | Escócia   | Suécia    |
| Grindelwald 1981            | Suíça     | Suíça     |
| Kirkcaldy 1982              | Escócia   | Suécia    |
| Västerås 1983               | Suíça     | Suécia    |
| Morzine 1984                | Suíça     | Alemanha  |
| Grindelwald 1984            | Alemanha  | Suíça     |
| Copenhague 1986             | Suíça     | Alemanha  |
| Oberstdorf 1987             | Suécia    | Alemanha  |
| Perth 1988                  | Escócia   | Suécia    |
| Engelberg 1989              | Escócia   | Alemanha  |
| Lillehammer 1990            | Suécia    | Noruega   |
| Chamonix 1991               | Alemanha  | Alemanha  |
| Perth 1992                  | Alemanha  | Suécia    |
| Leukerbad 1993              | Noruega   | Suécia    |
| Sundsvall 1994              | Escócia   | Dinamarca |
| Grindelwald 1995            | Escócia   | Alemanha  |
| Copenhague 1996             | Escócia   | Suíça     |
| Füssen 1997                 | Alemanha  | Suécia    |
| Flims 1998                  | Suécia    | Alemanha  |
| Chamonix 1999               | Escócia   | Noruega   |
| Oberstdorf 2000             | Finlândia | Suécia    |
| Vierumäki 2001              | Suécia    | Suécia    |
| Grindelwald 2002            | Alemanha  | Suécia    |
| Courmayeur 2003             | Escócia   | Suécia    |
| Sófia 2004                  | Alemanha  | Suécia    |
| Garmisch-Partenkirchen 2005 | Noruega   | Suécia    |
| Basileia 2006               | Suíça     | Rússia    |
| Füssen 2007                 | Escócia   | Suécia    |
| Örnsköldsvik 2008           | Escócia   | Suíça     |
| Aberdeen 2009               | Suécia    | Alemanha  |
| Champéry 2010               |           |           |

## Quadro de medalhas

### Masculino
| Ordem | País      | Medalha de ouro | Medalha de prata | Medalha de bronze | Total |
| ----- | --------- | --------------- | ---------------- | ----------------- | ----- |
| 1     | Escócia   | 12              | 6                | 6                 | 24    |
| 2     | Suíça     | 7               | 4                | 7                 | 18    |
| 3     | Suécia    | 6               | 12               | 5                 | 23    |
| 4     | Alemanha  | 6               | 1                | 3                 | 10    |
| 5     | Noruega   | 3               | 8                | 10                | 21    |
| 6     | Finlândia | 1               | 0                | 2                 | 3     |
| 7     | Dinamarca | 0               | 4                | 4                 | 8     |
| 8     | Itália    | 0               | 0                | 1                 | 1     |

### Feminino
| Ordem | País       | Medalha de ouro | Medalha de prata | Medalha de bronze | Total |
| ----- | ---------- | --------------- | ---------------- | ----------------- | ----- |
| 1     | Suécia     | 17              | 8                | 3                 | 28    |
| 2     | Alemanha   | 8               | 1                | 4                 | 13    |
| 3     | Suíça      | 5               | 9                | 10                | 24    |
| 4     | Noruega    | 2               | 4                | 7                 | 13    |
| 5     | Escócia    | 1               | 7                | 5                 | 13    |
| 6     | Dinamarca  | 1               | 3                | 8                 | 12    |
| 7     | Rússia     | 1               | 0                | 0                 | 1     |
| 8     | Itália     | 0               | 2                | 0                 | 2     |
| 9     | França     | 0               | 1                | 0                 | 1     |
| 10    | Inglaterra | 0               | 0                | 1                 | 1     |